# Plagiothecium

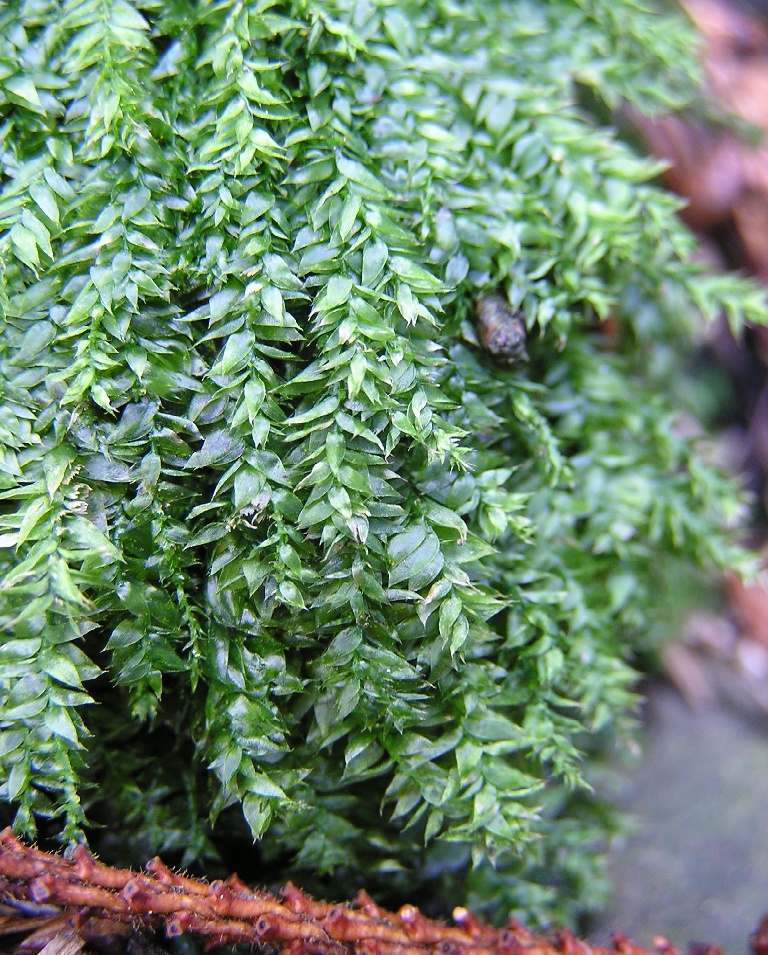
Plagiothecium succulentum

Plagiothecium, im Deutschen auch Schiefkapselmoose genannt, ist eine Gattung der Laubmoose aus der Familie der Plagiotheciaceae.

## Beschreibung
Die mittelgroßen bis robusten, stets niederliegenden Arten dieser Gattung wachsen in der Regel unverzweigt.
Die Stämmchen sind zweizeilig und verflacht beblättert, nur in seltenen Fällen kommt eine dachziegelig anliegende Beblätterung vor. Die ovalen bis lanzettlichen Blätter sind meist mehr oder weniger asymmetrisch und laufen meist deutlich am Stämmchen herab. Der Blattrand ist höchstens an der Blattspitze fein gezähnelt. Eine Blattrippe fehlt oder ist kurz und doppelt. Die Zellen der Blattfläche sind langgestreckt und schmal (prosenchymatisch).
Die Kapseln können aufrecht oder geneigt sein. Sie werden von einem kegelförmigen oder kurz geschnäbelten Deckel verschlossen.
Viele Arten können sich vegetativ durch längliche, mehrzellige Brutkörper vermehren, die auf den Blättern oder in den Blattachseln gebildet werden.

## Verbreitung
Die Gattung ist weltweit verbreitet, vor allem aber in Gebieten mit gemäßigtem Klima.
Die meisten europäischen Arten wachsen in Wäldern auf ganz unterschiedlichen Substraten.

## Arten (Auswahl)
Die Gattung besteht je nach Auffassung aus ca. 100 Arten, die teilweise nur schwierig voneinander abzugrenzen sind. Neuere Untersuchungen deuten darauf hin, dass das Problem daher rührt, dass versucht wurde, nicht trennbare Sippen in verschiedene Arten aufzuteilen. In der folgenden Liste der europäischen Arten, die sich nach Frey et al. 1995 („Kleine Kryptogamenflora“) richtet, werden deshalb einige Arten zusammengefasst.
- Untergattung Plagiotheciella mit zarten Pflanzen mit symmetrischen Blättern
  - Plagiothecium latebricola
  - Plagiothecium piliferum
- Untergattung Plagiothecium mit kräftigeren Pflanzen mit asymmetrischen Blättern
  - Plagiothecium berggrenianum
  - Plagiothecium denticulatum (inkl. P. ruthei)
  - Plagiothecium cavifolium (Syn.: P. roeseanum)
  - Plagiothecium laetum
  - Plagiothecium neckeroideum
  - Plagiothecium platyphyllum
  - Plagiothecium succulentum (inkl. P. nemorale, P. neglectum und P. sylvaticum)
  - Plagiothecium undulatum